# Crime do colarinho branco
O crime do colarinho branco (ou crime corporativo, mais corretamente) refere-se ao crime não-violento, financeiramente motivado, cometido por profissionais de negócios e do governo. Dentro da criminologia, foi primeiramente definido pelo sociologista Edwin Sutherland em 1939 como "um crime cometido por uma pessoa de respeitável e de alta posição (status) social, no curso de sua ocupação". Crimes típicos de colarinho branco podem incluir corrupção, sonegação, fraude, suborno, estelionato, tráfico de influências, esquema Ponzi, informação privilegiada, extorsão, apropriação indébita, evasão de divisas, crime cibernético, pirataria moderna, lavagem de dinheiro, falsidade ideológica e falsificação. Os advogados podem se especializar em crimes de colarinho branco.

## Questões de definição
Sutherland foi o proponente do Interacionismo simbólico e acreditava que o comportamento criminoso é aprendido através de relações interpessoais com outros criminosos com características de Autoridade, seja a nível de Grande Empresa Estatal como de Estado.
Portanto os crimes de colarinho branco, ou Autoridade comuns nos chamados "Anos de Chumbo Italianos em década de sessenta na Itália, se sobrepoem aos crimes corporativos graças às oportunidades encontradas, no mundo corporativo, para se cometer fraudes, suborno, uso de informações privilegiadas, peculato, crimes informáticos e contrafação, crimes esses que podem ser mais facilmente perpetrados por funcionários ou empresários engravatados, que usam colarinho branco. A expressão "white collar crimes" foi usada pela primeira vez em 1940 por Edwin Sutherland durante um discurso na American Sociological Association.
No Brasil esse termo define o ato delituoso cometido por uma pessoa de elevada respeitabilidade e posição sócio-econômicos e, muitas vezes Presidentes e Altos - Diretores de Estatais, representa um abuso de confiança do Estado.
Refere-se a um tipo de crime de difícil enquadramento em uma qualificação jurídica precisa. Em geral, é cometido sem violência, em situações comerciais, com considerável ganho financeiro - partidário. Os autores se utilizam de métodos sofisticados e de transações complexas, o que dificulta muito sua percepção e investigação em chamados "Esquemas de Corrupção e Lavagem de Dinheiro de alta - complexidade como em anos de chumbo italianos.
Foi definido pela Lei nº 7.492, de 16 de junho de 1986 e na Lei n° 9.613 de 3 de março de 1998. Duas características são marcantes nos chamados "crimes do colarinho branco": a privilegiada posição social do autor e a estreita relação da atividade criminosa com sua profissão. Alguns casos ficaram famosos no Brasil, entre eles, o do banqueiro Salvatore Cacciola responsável pelo escândalo do banco Marka, do qual era controlador, e que fugiu para a Itália,seu país natal, graças a um habeas corpus concedido pelo ministro Marco Aurélio de Mello, do STF. Outro caso é o do empresário Pedro Paulo de Souza, ex-proprietário da falida construtora Encol que quebrou, deixando 45 mil mutuários sem casa. A Operação Satiagraha, da Polícia Federal, objetivou combater crimes de colarinho branco.
Um dos crimes cometidos seguidamente, para tentar dar origem ao dinheiro ilicitamente ganho, é o de lavagem de dinheiro.
O crime da Lei n° 9.613, de 03 de março de 1998, é o de lavagem de dinheiro.
Referida Lei, dispõe que os Crimes de "Lavagem" ou Ocultação de Bens, Direitos e Valores, consistem em ocultar ou dissimular a natureza, origem, localização, disposição, movimentação ou propriedade de bens, direitos ou valores provenientes, direta ou indiretamente, de infração penal.
A pena para referido crime, é de reclusão, de 3 (três) a 10 (dez) anos, e multa.
Incorrerá na mesma pena quem, para ocultar ou dissimular a utilização de bens, direitos ou valores provenientes de infração penal (I) os converte em ativos lícitos, (II) os adquire, recebe, troca, negocia, dá ou recebe em garantia, guarda, tem em depósito, movimenta ou transfere, ou ainda, (III) importa ou exporta bens com valores não correspondentes aos verdadeiros.
E mais, incorre também nesta pena quem (I) utiliza, na atividade econômica ou financeira, bens, direitos ou valores provenientes de infração penal, (II) participa de grupo, associação ou escritório tendo conhecimento de que sua atividade principal ou secundária é dirigida à prática de crimes previstos nesta Lei n° 9.613, de 03 de março de 1998.
Caso os atos/crimes mencionados sejam cometidos de forma reiterada ou por intermédio de organização criminosa, a pena será aumentada de um a dois terços.
Já, se o autor do crime, coautor ou partícipe colaborar espontaneamente com as autoridades, prestando esclarecimentos que conduzam à apuração das infrações penais, à identificação dos autores, coautores e partícipes, ou à localização dos bens, direitos ou valores objeto do crime, a pena poderá ser reduzida de um a dois terços e ser cumprida em regime aberto ou semiaberto, facultando-se ao juiz deixar de aplicá-la ou substituí-la, a qualquer tempo, por pena restritiva de direitos.
Quanto ao processo e julgamento dos crimes, obedecem às disposições relativas ao procedimento comum dos crimes punidos com reclusão, da competência do juiz singular, bem como independem do processo e julgamento das infrações penais antecedentes, ainda que praticados em outro país, cabendo ao juiz competente para os crimes mencionados a decisão sobre a unidade de processo e julgamento.
Com relação a competência para tramitação do processo e julgamento, são da Justiça Federal quando praticados contra o sistema financeiro e a ordem econômico-financeira, ou em detrimento de bens, serviços ou interesses da União, ou de suas entidades autárquicas ou empresas públicas.
Serão ainda de competência da Justiça Federal, quando a infração penal antecedente for de competência da Justiça Federal.
Poderá o juiz, de ofício, a requerimento do Ministério Público ou mediante representação do delegado de polícia, ouvido o Ministério Público em 24 (vinte e quatro) horas, havendo indícios suficientes de infração penal, decretar medidas assecuratórias de bens, direitos ou valores do investigado ou acusado, ou existentes em nome de interpostas pessoas, que sejam instrumento, produto ou proveito dos crimes previstos na Lei n° 9.613, de 03 de março de 1998.
Com relação as pessoas físicas e jurídicas que tenham, em caráter permanente ou eventual, como atividade principal ou acessória, cumulativamente ou não referentes (I) a captação, intermediação e aplicação de recursos financeiros de terceiros, em moeda nacional ou estrangeira, (II) a compra e venda de moeda estrangeira ou ouro como ativo financeiro ou instrumento cambial, (III) a custódia, emissão, distribuição, liqüidação, negociação, intermediação ou administração de títulos ou valores mobiliários, deverão:
I - Identificar seus clientes e manter cadastro atualizado, nos termos de instruções emanadas das autoridades competentes,
II - Manter registro de toda transação em moeda nacional ou estrangeira, títulos e valores mobiliários, títulos de crédito, metais, ou qualquer ativo passível de ser convertido em dinheiro, que ultrapassar limite fixado pela autoridade competente e nos termos de instruções por esta expedidas,
III - Adotar políticas, procedimentos e controles internos, compatíveis com seu porte e volume de operações,
IV - Cadastrar e manter seu cadastro atualizado no órgão regulador ou fiscalizador e, na falta deste, no Conselho de Controle de Atividades Financeiras (COAF), na forma e condições por eles estabelecidas,
V - Atender às requisições formuladas pelo COAF na periodicidade, forma e condições por ele estabelecidas, cabendo-lhe preservar, nos termos da lei, o sigilo das informações prestadas.
VI - Dispensar especial atenção às operações que, nos termos de instruções emanadas das autoridades competentes, possam constituir-se em sérios indícios dos crimes previstos na Lei n° 9.613, de 03 de março de 1998.
VII - Comunicar ao Coaf, abstendo-se de dar ciência de tal ato a qualquer pessoa, inclusive àquela à qual se refira a informação, no prazo de 24 (vinte e quatro) horas, a proposta ou realização de todas as transações em moeda nacional ou estrangeira, títulos e valores mobiliários, títulos de crédito, metais, ou qualquer ativo passível de ser convertido em dinheiro, que ultrapassar limite fixado pela autoridade competente e nos termos de instruções por esta expedidas, acompanhada da identificação do cliente,
VIII - Comunicar ao órgão regulador ou fiscalizador da sua atividade ou, na sua falta, ao Coaf, na periodicidade, forma e condições por eles estabelecidas, a não ocorrência de propostas, transações ou operações passíveis de serem comunicadas nos termos acima.
Sujeitam-se as mesmas obrigações (I) as bolsas de valores, as bolsas de mercadorias ou futuros e os sistemas de negociação do mercado de balcão organizado, (II) as seguradoras, as corretoras de seguros e as entidades de previdência complementar ou de capitalização, (III) as administradoras de cartões de credenciamento ou cartões de crédito, bem como as administradoras de consórcios para aquisição de bens ou serviços, (IV) as administradoras ou empresas que se utilizem de cartão ou qualquer outro meio eletrônico, magnético ou equivalente, que permita a transferência de fundos, (V) as empresas de arrendamento mercantil (leasing), as empresas de fomento comercial (factoring) e as Empresas Simples de Crédito (ESC), (VI) as sociedades que efetuem distribuição de dinheiro ou quaisquer bens móveis, imóveis, mercadorias, serviços, ou, ainda, concedam descontos na sua aquisição, mediante sorteio ou método assemelhado, (VII) as filiais ou representações de entes estrangeiros que exerçam no Brasil qualquer das atividades listadas neste artigo, ainda que de forma eventual, (VIII) as demais entidades cujo funcionamento dependa de autorização de órgão regulador dos mercados financeiro, de câmbio, de capitais e de seguros, (IX) as pessoas físicas ou jurídicas, nacionais ou estrangeiras, que operem no Brasil como agentes, dirigentes, procuradoras, comissionárias ou por qualquer forma representem interesses de ente estrangeiro que exerça qualquer das atividades referidas neste artigo, (X) as pessoas físicas ou jurídicas que exerçam atividades de promoção imobiliária ou compra e venda de imóveis, (XI) as pessoas físicas ou jurídicas que comercializem jóias, pedras e metais preciosos, objetos de arte e antiguidades, (XII) as pessoas físicas ou jurídicas que comercializem bens de luxo ou de alto valor, intermedeiem a sua comercialização ou exerçam atividades que envolvam grande volume de recursos em espécie, (XIII) as juntas comerciais e os registros públicos,  (XIV) as pessoas físicas ou jurídicas que prestem, mesmo que eventualmente, serviços de assessoria, consultoria, contadoria, auditoria, aconselhamento ou assistência, de qualquer natureza, em operações (a) de compra e venda de imóveis, estabelecimentos comerciais ou industriais ou participações societárias de qualquer natureza, (b) de gestão de fundos, valores mobiliários ou outros ativos, (c) de abertura ou gestão de contas bancárias, de poupança, investimento ou de valores mobiliários, (d) de criação, exploração ou gestão de sociedades de qualquer natureza, fundações, fundos fiduciários ou estruturas análogas, e) financeiras, societárias ou imobiliárias; e (f) de alienação ou aquisição de direitos sobre contratos relacionados a atividades desportivas ou artísticas profissionais, (XV) pessoas físicas ou jurídicas que atuem na promoção, intermediação, comercialização, agenciamento ou negociação de direitos de transferência de atletas, artistas ou feiras, exposições ou eventos similares, (XVI) as empresas de transporte e guarda de valores, (XVII) as pessoas físicas ou jurídicas que comercializem bens de alto valor de origem rural ou animal ou intermedeiem a sua comercialização, (XVIII) as dependências no exterior das entidades mencionadas neste artigo, por meio de sua matriz no Brasil, relativamente a residentes no País.
Importante frisar, que as mencionadas pessoas, bem como aos administradores das pessoas jurídicas, que deixem de cumprir as obrigações descritas, serão aplicadas, cumulativamente ou não, pelas autoridades competentes, as seguintes sanções:
I – advertência,
II - multa pecuniária variável não superior:
a) ao dobro do valor da operação,
b) ao dobro do lucro real obtido ou que presumivelmente seria obtido pela realização da operação, ou
c) ao valor de R$ 20.000.000,00 (vinte milhões de reais),
III - inabilitação temporária, pelo prazo de até dez anos, para o exercício do cargo de administrador das pessoas jurídicas referidas,
IV - cassação ou suspensão da autorização para o exercício de atividade, operação ou funcionamento.

## Definições no mundo
A moderna criminologia, em geral, rejeita a limitação do termo com referência ao tipo de crime e a seu objeto. O tema, atualmente, assim se divide:
- Pelo tipo de crime: por exemplo, crimes contra a propriedade, e outros crimes corporativos, tais como crimes ambientais, crimes contra a segurança e saúde. Alguns crimes só se tornam possíveis graças à identidade do acusado como, por exemplo, o crime de lavagem de dinheiro, que só pode ser praticado com a conivência de altos executivos, empregados em empresas multinacionais. Nos Estados Unidos o FBI adotou uma definição mais estreita, definindo o crime de colarinho branco (white-collar crime) como "aqueles atos ilegais que se caracterizam pela fraude, acobertamento ou abuso de confiança e que não dependem de violência física para ser praticados".[6]
- Pelo tipo de criminoso, como por exemplo, sua classe social ou posição socioeconomica, pela ocupação de cargos de confiança, ou qualificação acadêmica, perquirindo a motivação para a perpetração dos crimes, como, por exemplo, a ganância, ou o medo de perdas patrimoniais, no caso de óbvias dificuldades economicas.[7]
- Pela organização cultural, antes do tipo de criminoso ou de crime, o que se sobrepõe com o crime organizado.[8]